# Luis Roberto Alves
Luis Roberto Alves dos Santos Gavranić også kendt som Zague (født 23. maj 1967 i Mexico City, Mexico) er en tidligere mexicansk fodboldspiller (angriber).
Zague tilbragte hele sin karriere i hjemlandet, hvor han primært var tilknyttet Club América i hjembyen Mexico City. Her spillede han i alt 13 sæsoner, og var med til at vinde tre mexicanske mesterskaber og tre udgaver af CONCACAF Champions League.
Zague nåede over en periode på 14 år at spille 84 kampe og score 30 mål for Mexicos landshold. Hans første landskamp var et opgør mod Uruguay 1. februar 1988, mens hans sidste optræden i landsholdstrøjen fandt sted 14. november 2001 i en venskabskamp på udebane mod Spanien.
Han repræsenterede sit land ved en lang række internationale slutrunder, heriblandt VM i 1994 i USA. Han var også memd til at vinde guld ved de nordamerikanske mesterskaber CONCACAF Gold Cup i 1993 og bronze ved Confederations Cup 1995.

## Titler
Liga MX
- 1986, 1988 og 1989 med América

CONCACAF Champions League
- 1987, 1991 og 1993 med América

Copa Interamericana
- 1991 og 1993 med América

CONCACAF Gold Cup
- 1993 med Mexico